# Megalitikus kultúrák

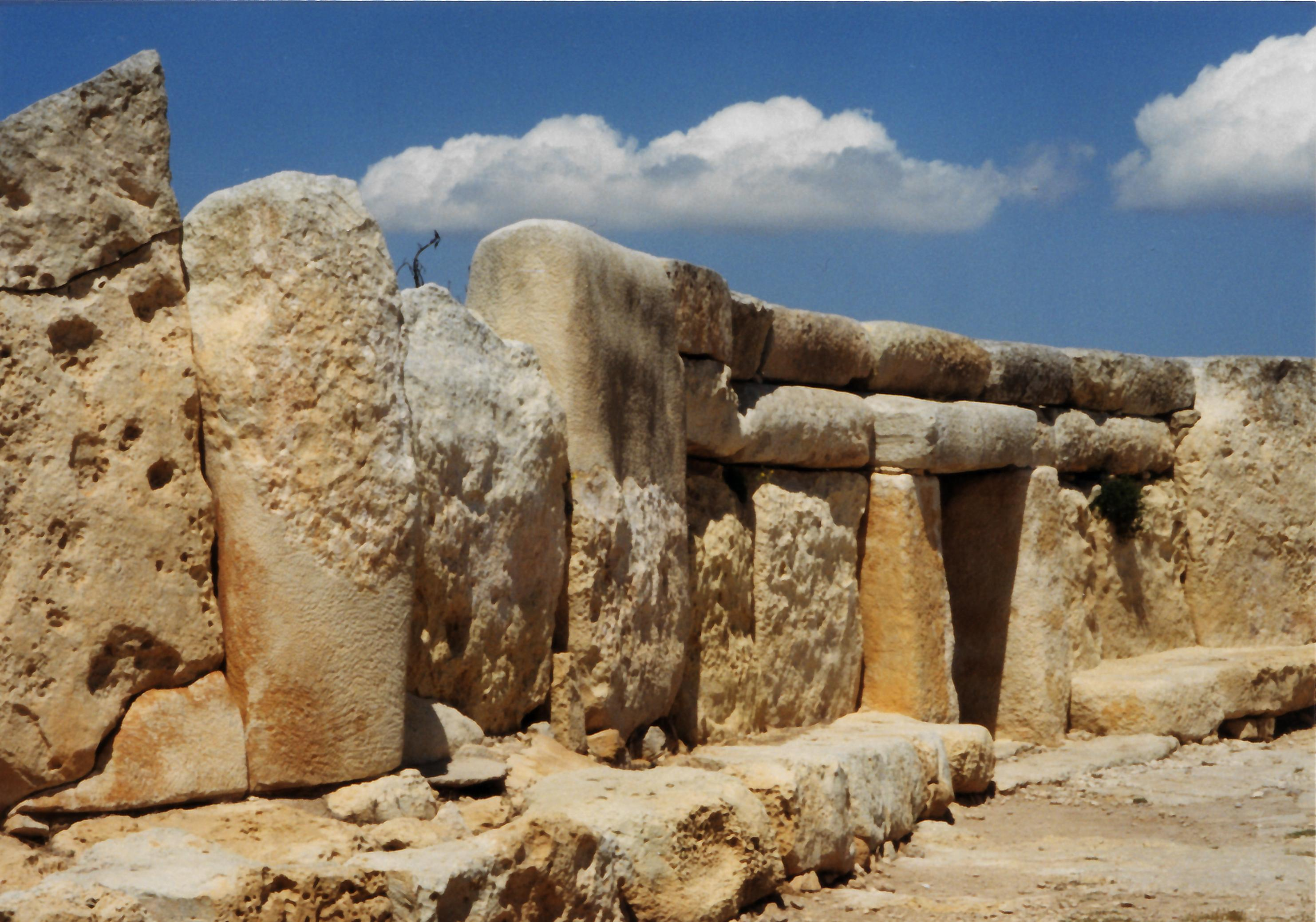
Ħaġar Qim megalit templom bejárata (Málta)

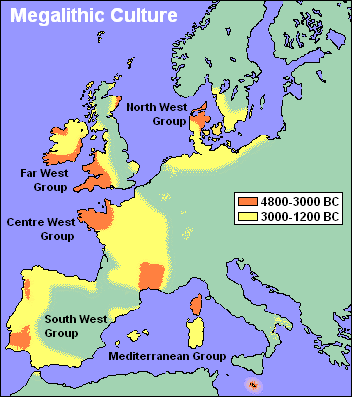
A megalitikus kultúra elterjedése Európában

Megalitikus kultúrák alatt az újkőkorszak művészetének réz- és részben bronzkorig terjedő szakaszában virágzó kultúrák összességét értjük. A csiszoltkő-korszak (újkőkorszak) műveltségének emlékei főként hatalmas kövekből épült emlékek, amelyek kötőanyag (habarcs, cement) nélkül készültek. A megalit szó ógörög szavakból áll össze: mega, azaz nagy és lithosz, vagyis kövek.
A megalitikus kultúra emlékei az Atlanti-óceán partvidékén mindenütt megtalálhatók, Skóciától kezdve Szenegálig, de Európa többi részén és a világon sokfelé fellelhetők. Bár minden tájon hasonló formák bukkannak fel, a Kr. e. 3–2. évezredben a keleti, bronzkori és égei kultúrák kialakulásának idején megszűnt.
A legkorábbi ilyen emlékeknek a mai Törökországban, Göbekli Tepe ásatási területén talált kb. 12 000 éves körtemplomok tekinthetők.

## A nyugat-európai megalitok

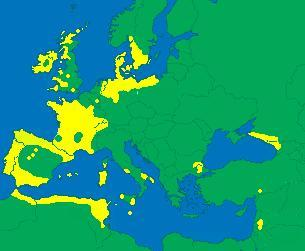
Megalitikus építészet nyomai Európában és környékén

A megalitikus építészet Európa építészetének kezdetét jelenti. Különböző formákat és típusokat különböztethetünk meg, melyeknek rendeltetési célja is más-más, valódi rendeltetésük azonban nem ismert. Ezek a formák a menhir, dolmen, a trilit és a cromlech.

### Menhirek
A menhirek (jelentése a kelta magányos kő szóból) függőlegesen felállított kövek. Többnyire magányosan állnak, olykor hatalmas méretekkel: egy Bretagne-ban álló menhir 22 méteres magasságú, becsült súlya 320 tonna. Ez a menhir mára sajnos romokban hever. Szintén Bretagne-ban, Carnac közelében sok száz menhirt állítottak egyenes, egymással párhuzamos sorokba, míg Stonehenge-ben kör alakban helyezkednek el. A menhirek jelentősége valószínűleg szimbolikus lehet. Egyesek szerint fallikus szimbólumok, lehetnek azonban határjelző kövek, ősök lelkének szimbólumai, mások szerint annak kifejezései, hogy az ember függőleges testtartásával kiemelkedik az állatvilágból. Egy másik álláspont szerint csillagászati megfigyeléseket szolgáltak.

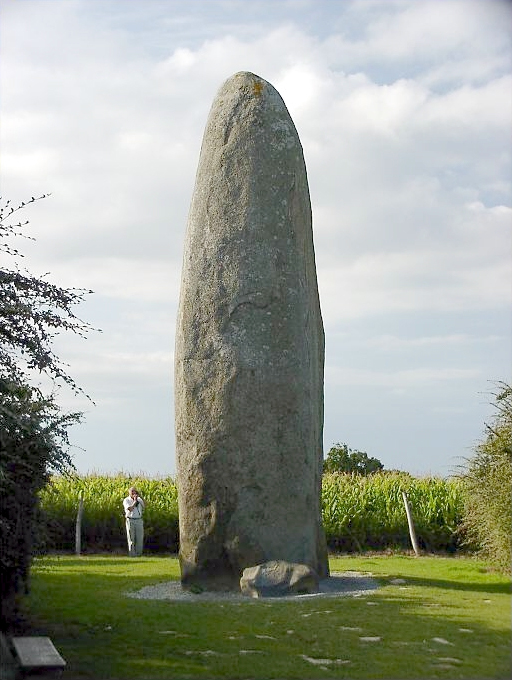
Menhir Bretagne-ban
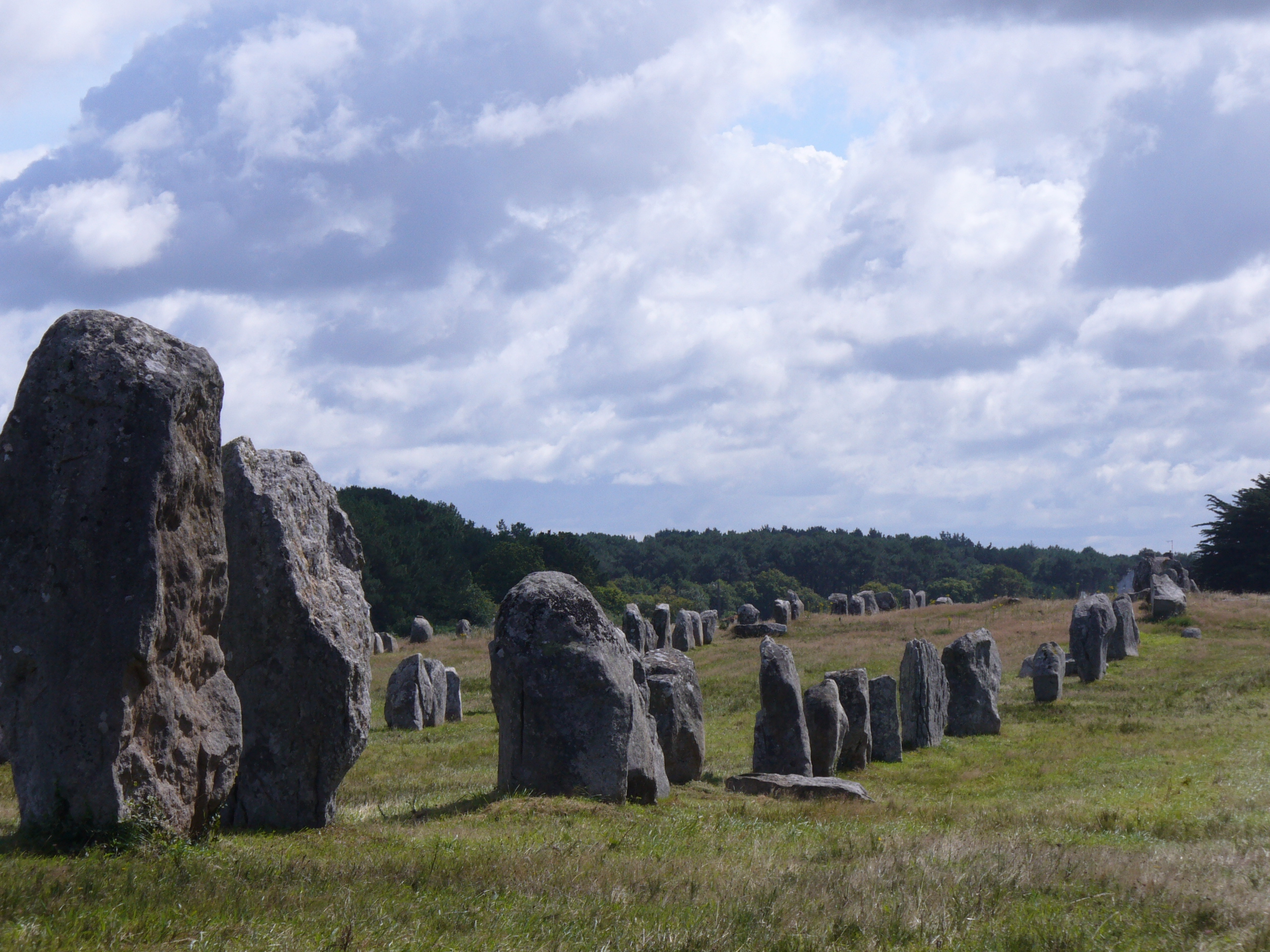
Carnac, Franciaország
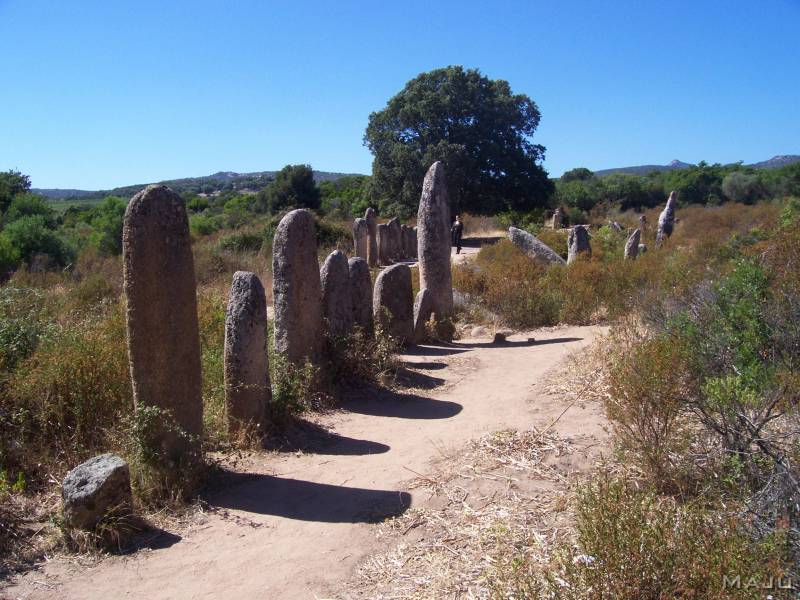
Korzikán
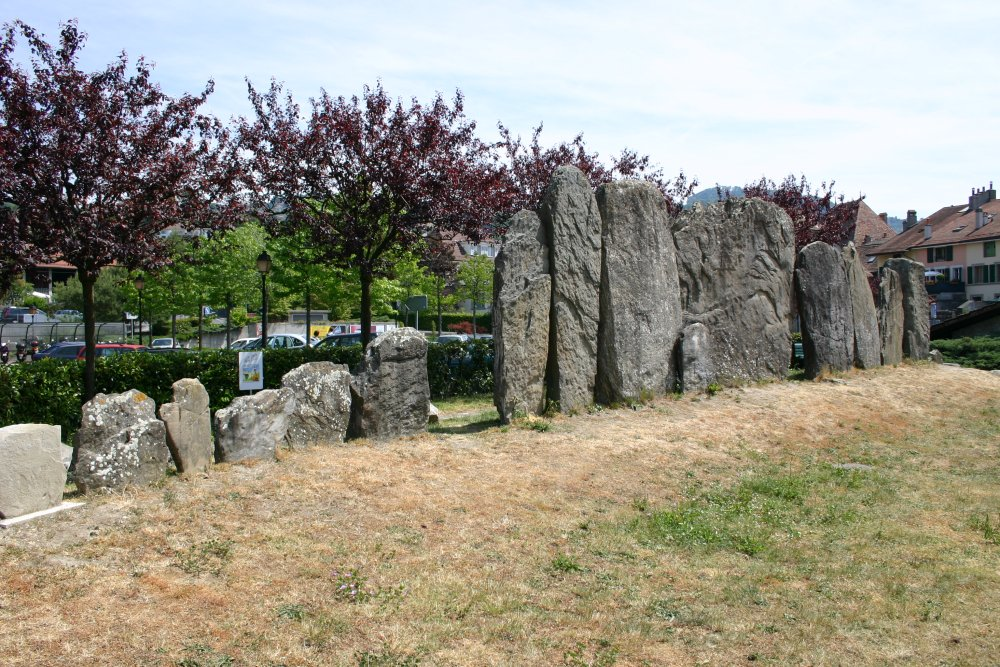
Svájcban
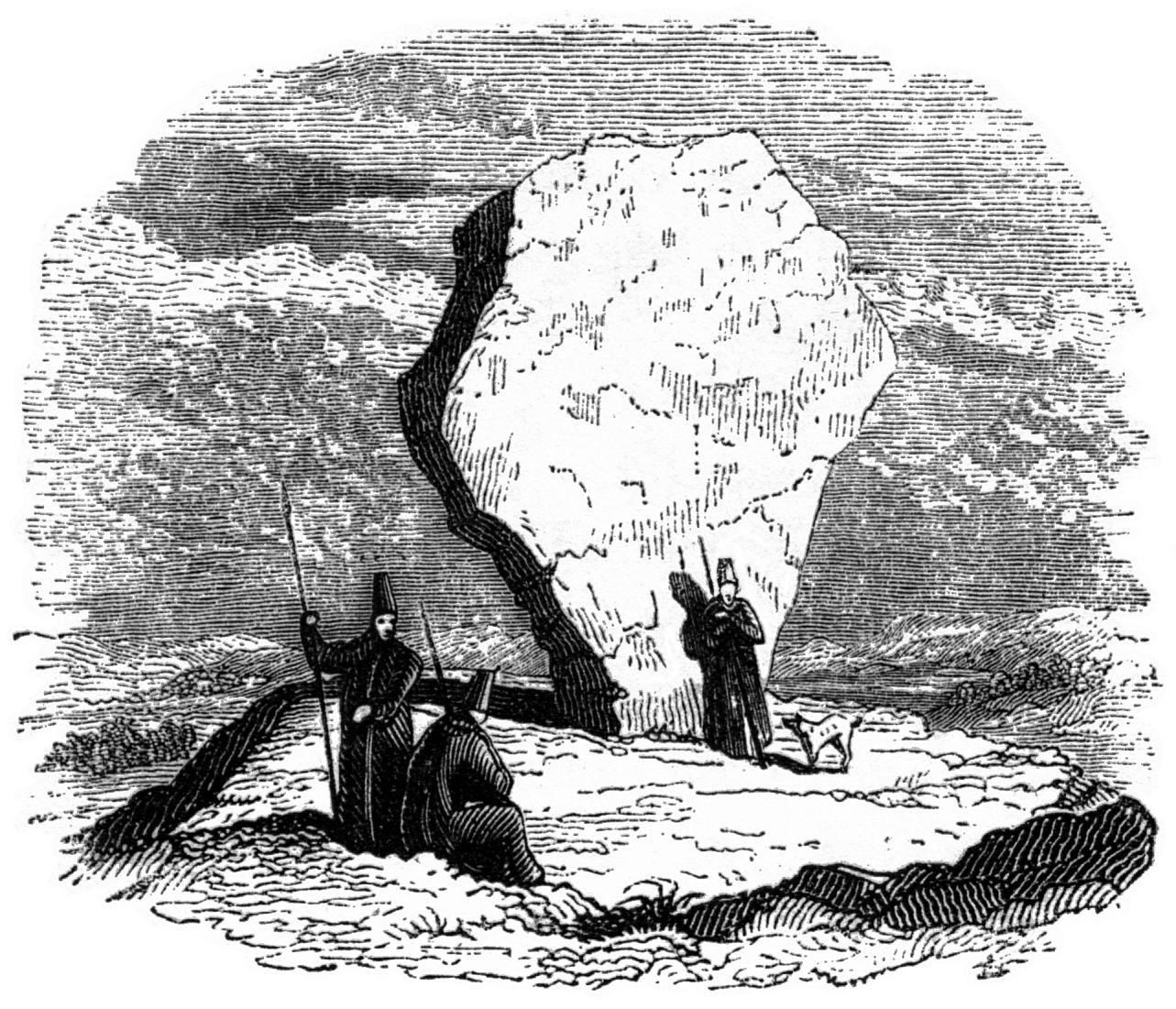
Iránban (elpusztítása előtt)
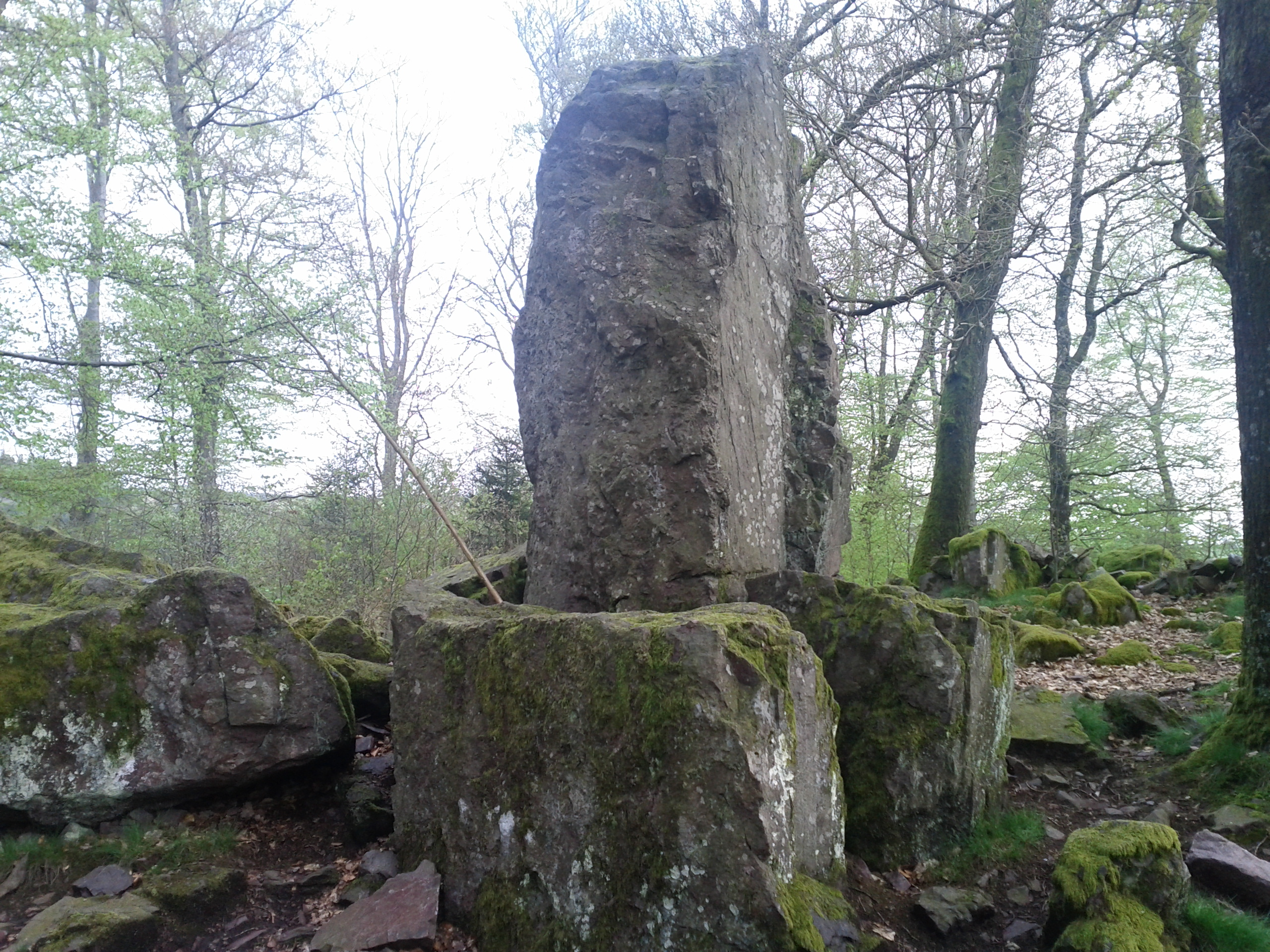
Németország

### Dolmenek

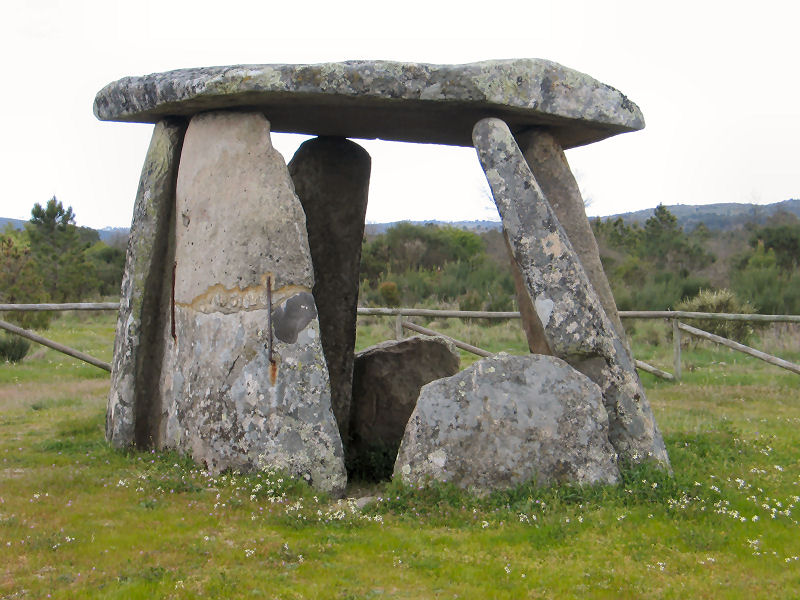
Dolmen Portugáliában…

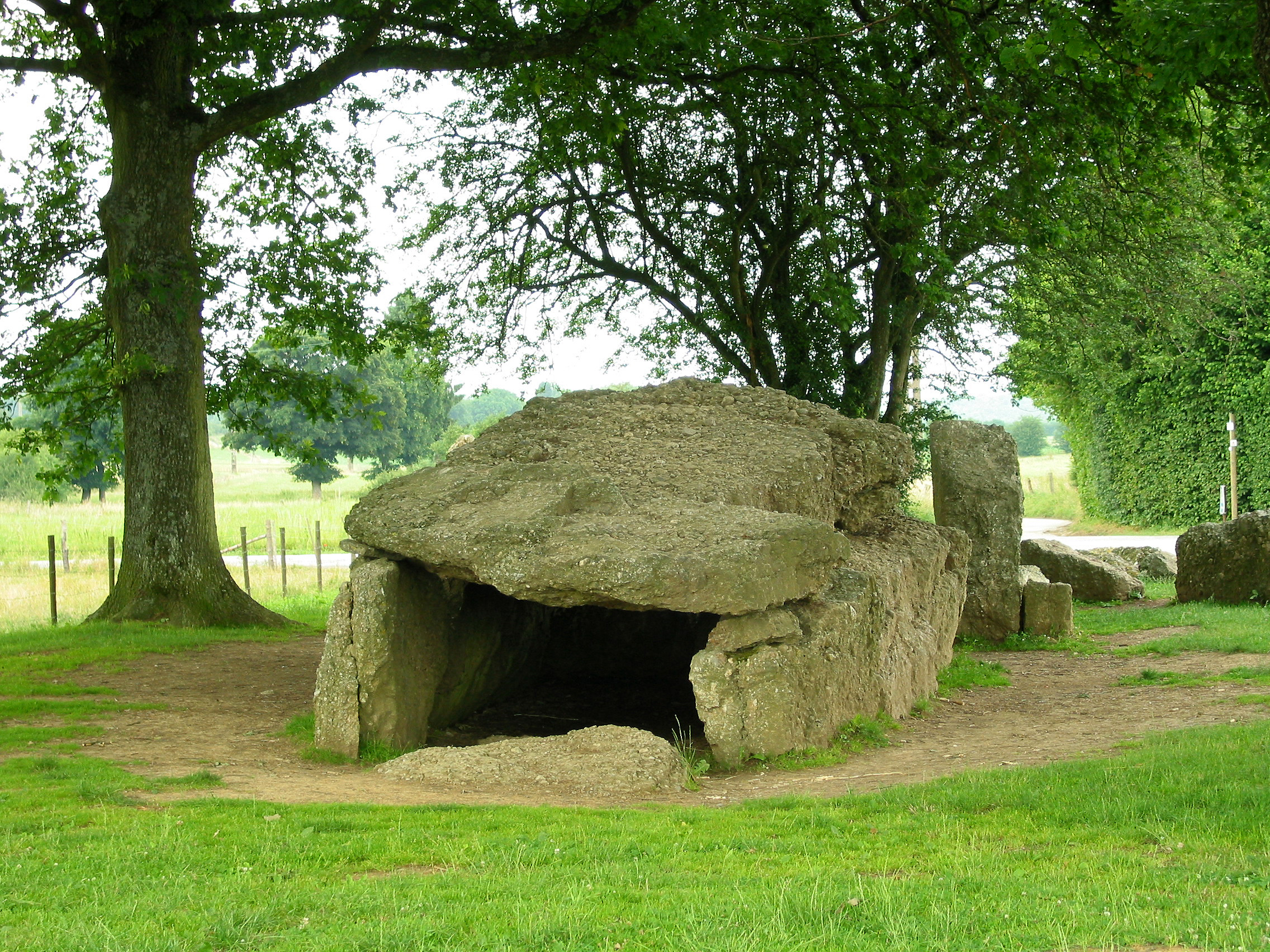
…és Belgiumban

A dolmenek (szintén kelta, azon belül breton szóból ("daul": tábla, "moen": kő) leginkább asztalokhoz hasonlító építmények, három, négy vagy több lábra helyezett széles kőlapból épülnek fel. Valószínűleg temetkezési helyek voltak, amit az mutat, hogy néha mind a négy oldalán kőlapok zárják le. A dolmen az építészet történetében jelentős állomás volt. Ekkor jutott odáig az ember, hogy anyag feltornyozásával teret határoljon el. A dolmen belső tere volt az ős lelkének titokzatos tartózkodási helye, s gyakran a falakba vágott kis kerek nyílásokkal összeköttetést teremtettek a belső tér és a külvilág között. Mesterséges barlangokként az ember legősibb lakóhelyét, a barlangot szimbolizálták.
A dolmenek keletkezésének magyarázata, hogy egy keletről származó, viszonylag fejlett hajózási ismeretekkel rendelkező nép érkezett a mai Spanyolországban lévő Los Millaresbe. Erről a népről semmi bizonyosat nem lehet tudni, csak azt, hogy biztosan hajóval érkeztek, telepeik mindenütt a tengerparton létesültek. Ettől a néptől vették át az ősi Nyugat-Európa lakosai a temetkezési kultuszt, de technikai ismeretek híján csak utánozni voltak képesek a számukra új kultúrát. A dolmen egy fejlett építészetet látott archaikus társadalom alkotása.
Emberi csontvázakat találnak bennük kinyújtóztatott, vagy guggoló helyzetben, ritkábban égetett csontmaradványokat hamu és szén társaságában. A sírok mellékleteit kő, borostyán és kagyló-ékszer-töredékek, egyszerű formájú és benyomkodott geometrikus díszítésű agyagedények és pattintgatott vagy csiszolt kőfegyver és szerszámok, továbbá különösen Közép-Franciaországban bronzékszerek, sőt Algériában vastárgyak is képezik.

### Cromlechek
A szakirodalom a sok kőtömbből kialakított, jellemzően kör alakú megalit építményeket cromlech szóval jelöli. Ilyen kőköröket találtak Angliában és Franciaországban. A leghíresebb ilyen építmény az angliai Salisbury síkságon elterülő Stonehenge.
Durván megmunkált, négyszögletes kőszálak alkotják, melyek fedőlappal való lezárását mesterien oldották meg. Az építmény közepén oltár állt, melyet merőlegesen felállított és durva fedőlapokkal lezárt kőtömbök vettek körül. Ezek védőkerítést alkottak. A Nap a napéjegyenlőség idején áthatolt a kerítésen és megvilágította az oltárt, a termékenység és az újév szimbóluma volt. A Stonehenge körüli számítógépes mérések megmutatták, mennyire lebecsülték az őskori emberek tudását.
A Stonehenge köveinek egy részét elhurcolták, középkori várakba építették. Mára trilitek (három kőből készített alakzat) maradtak meg, melyek leginkább egy kapuépítményre emlékeztetnek.

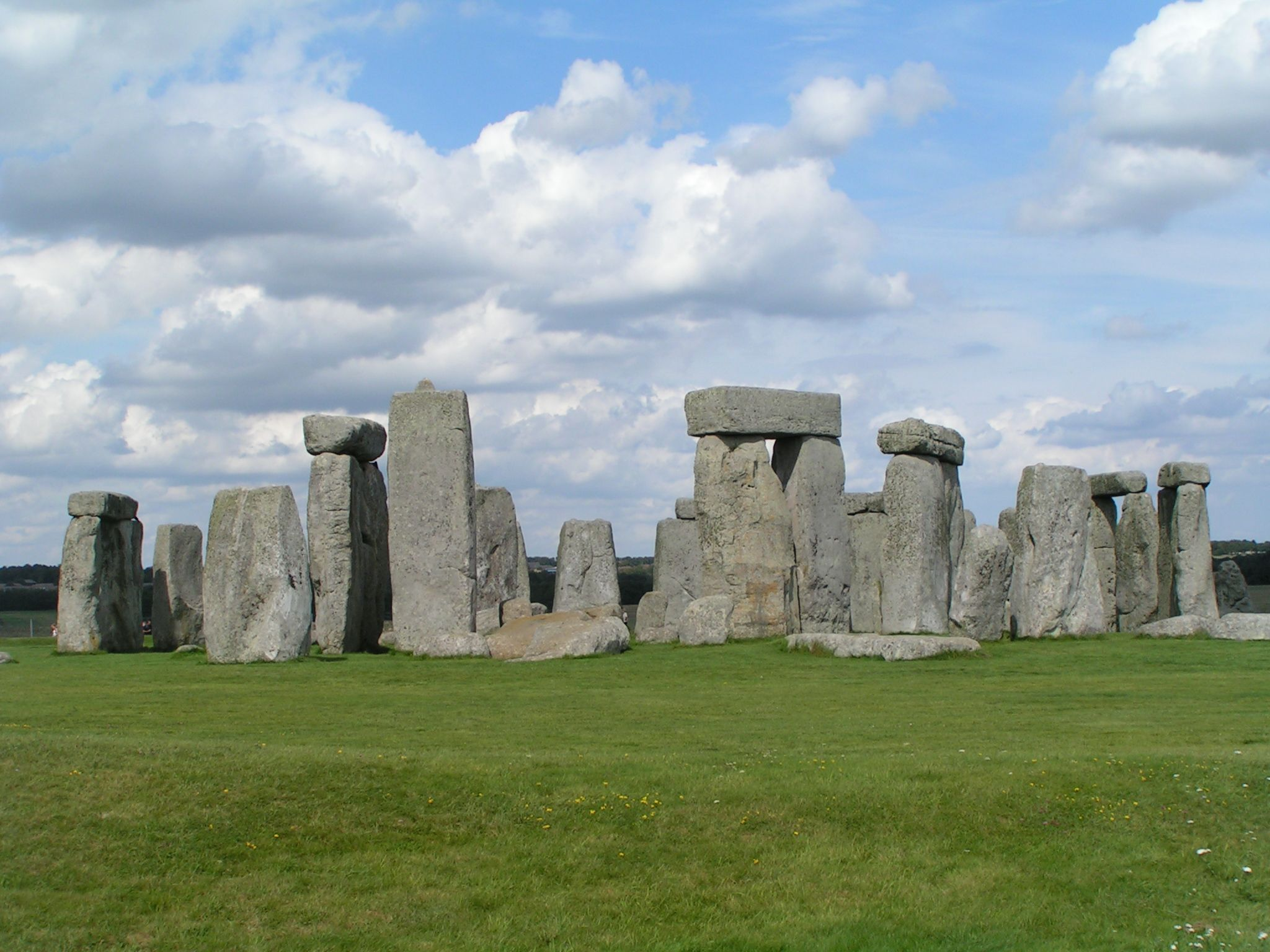
Stonehenge, Anglia
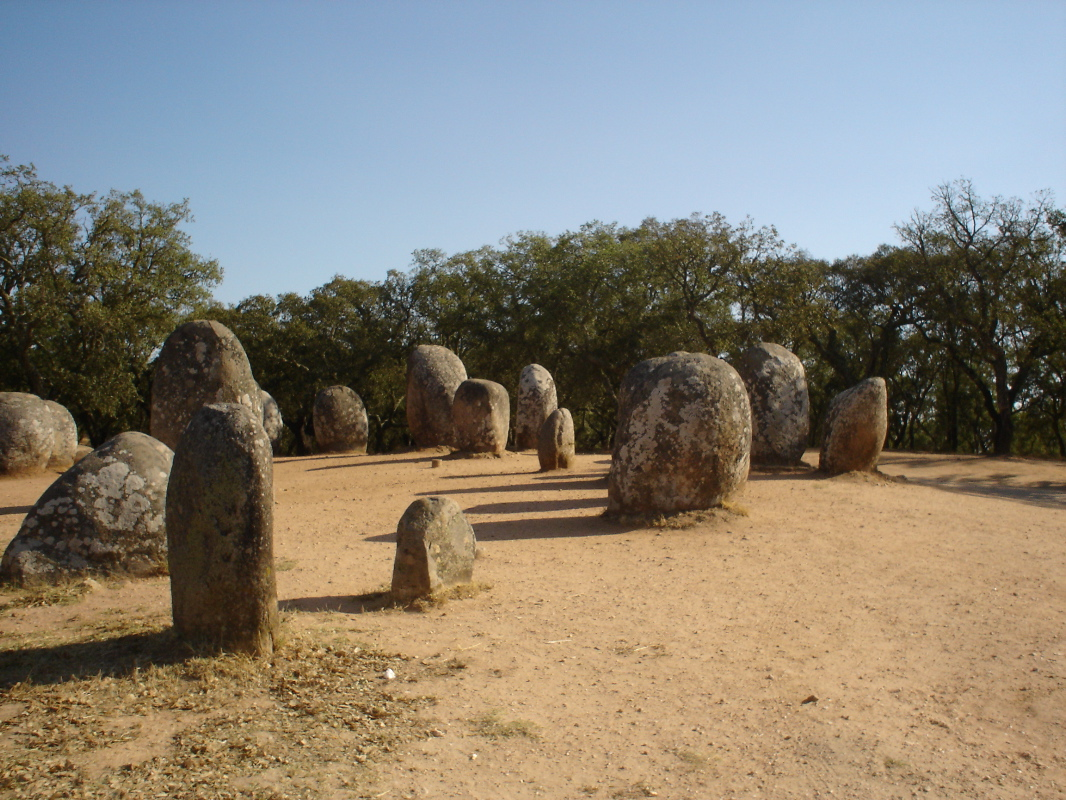
Almendres, Portugália
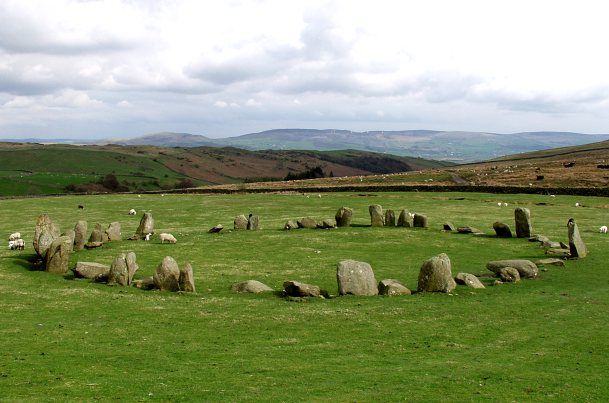
Swinside, Anglia

## Los Millares

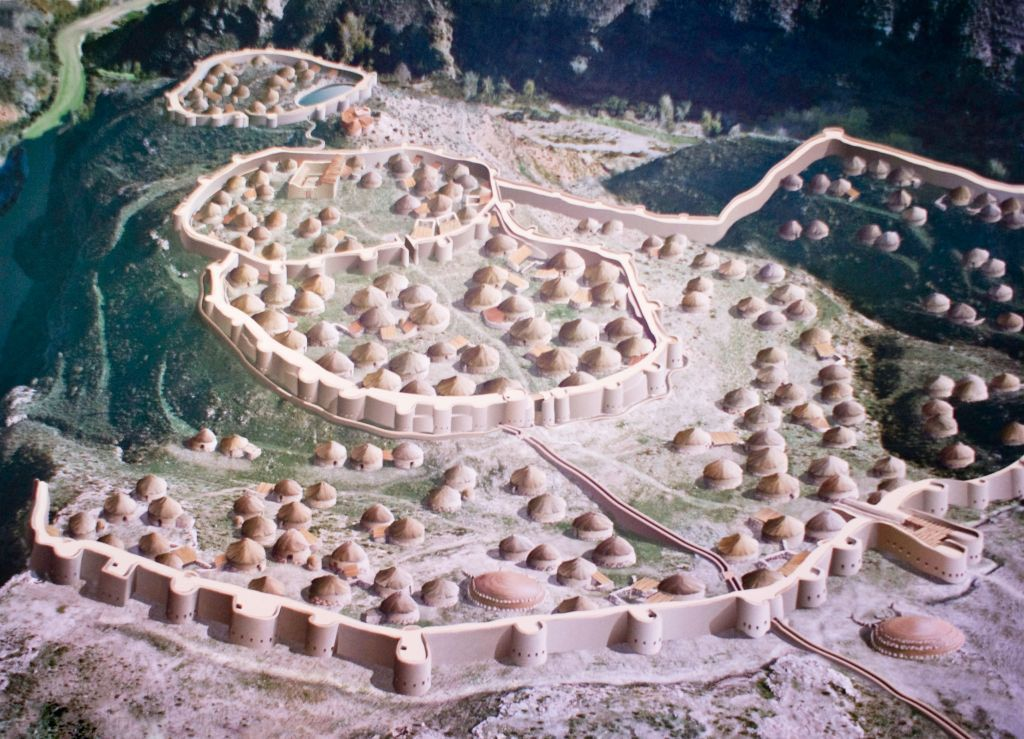
Los Millares rekonstrukciós makettje

Los Millarest egy, az akkori európaiaknál fejlettebb nép hozta létre kb. i. e. 3200-ban. A nép telepei folyópartok, torkolatok, part mentén találhatók meg. Los Millares volt a legjelentősebb telep, a megalitikus kultúra innen terjedt el s keveredett a temetési kultusszal. Los Millares maga az Andarax folyó partján, egy hegynyúlványon fekszik, Almeríától 17 km-re északra. Erődített település volt, amelyet több körben fal vett körül, amelyhez szorosan bástyák csatlakoztak. A városhoz sírok is tartoztak: folyosósírok és kerek sírhalmok is ún. tholosok is.

## A máltai megalitkultúra

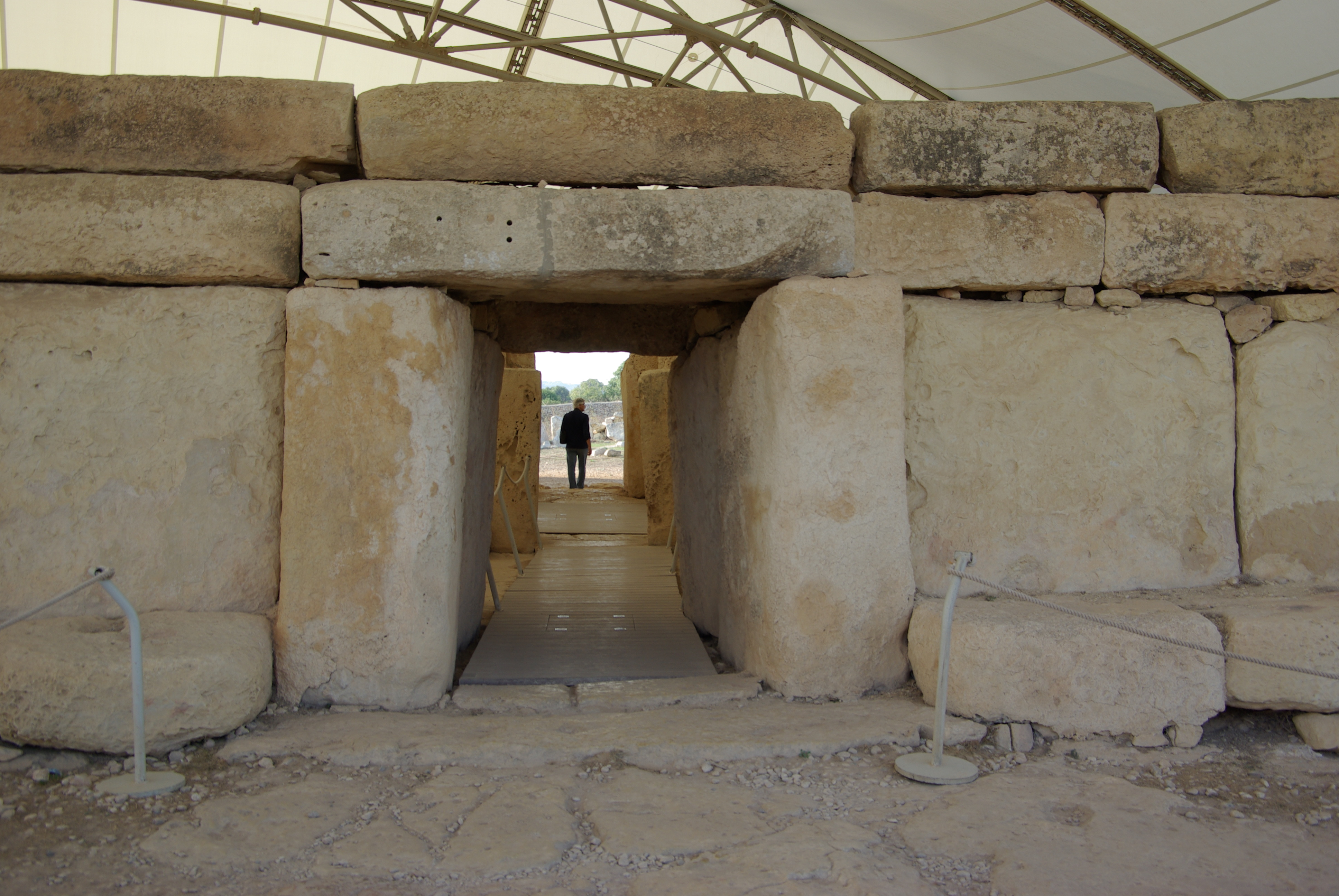
Máltai megalit

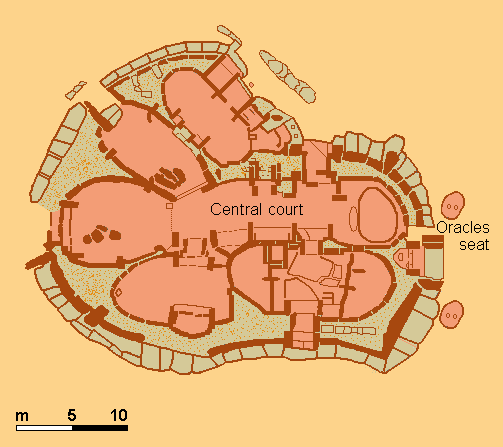
Ħaġar Qim alaprajza, Málta

A máltai megalitkultúra Los Millares hatásától függetlenül bontakozott ki. Itt elkülönültek a kultuszt szolgáló és a temetkezésre használt építmények. A máltai megalitikus templomok alaprajza lóhere alakú. Ha több térre volt szükség, újabb kamrákat építettek. Ennek ellenére kötött szabályrendszer nem alakult ki. A fennmaradt 30 emlék mindegyike más arculatot mutat. A legérdekesebbek a Ġgantija, Ħaġar Qim, Mnajdra, Tarxien templomai, valamint a Ħal Saflieni-i hipogeum föld alatti építménye. A kő megmunkálásnak módszere messze felülmúlja az európai szárazföld megalitépítményeinek színvonalát, a köveket ugyanis csiszolták, az alapként szolgáló mészkövek szinte hézag nélkül illeszkednek, ugyanakkor a kő megmunkáláshoz fémeszközt és habarcsot nem használtak. Gyakran olyan díszítések és olyan motívumok is előfordulnak, mint az életfa és a spiráldísz.

## Szardínia megalitjai
A szardíniai megalitikus építményeket nurágh-oknak (nurage) nevezik. Őrtoronyszerűen állnak, hatalmas köveik küklopikus falazással készültek.

## Georgia (Grúzia)
A grúziai megalitikus emlékek főképp menhirek. A megalitkultúra emlékeit itt gorodiscsének hívják.

## Ázsiai megalitok
Számtalan megalit található Ázsia legtöbb országában is.

### Távol-Kelet

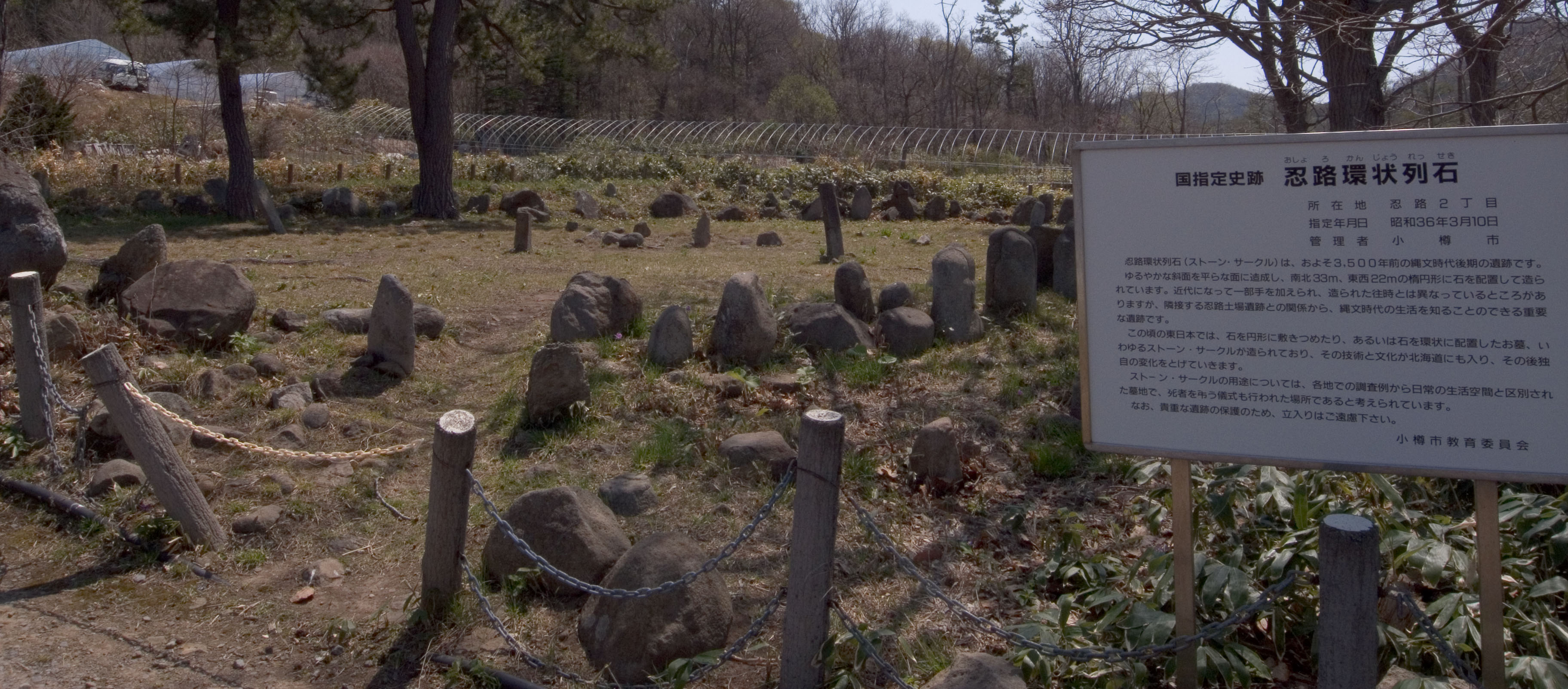
Osoro kőkör Japánban
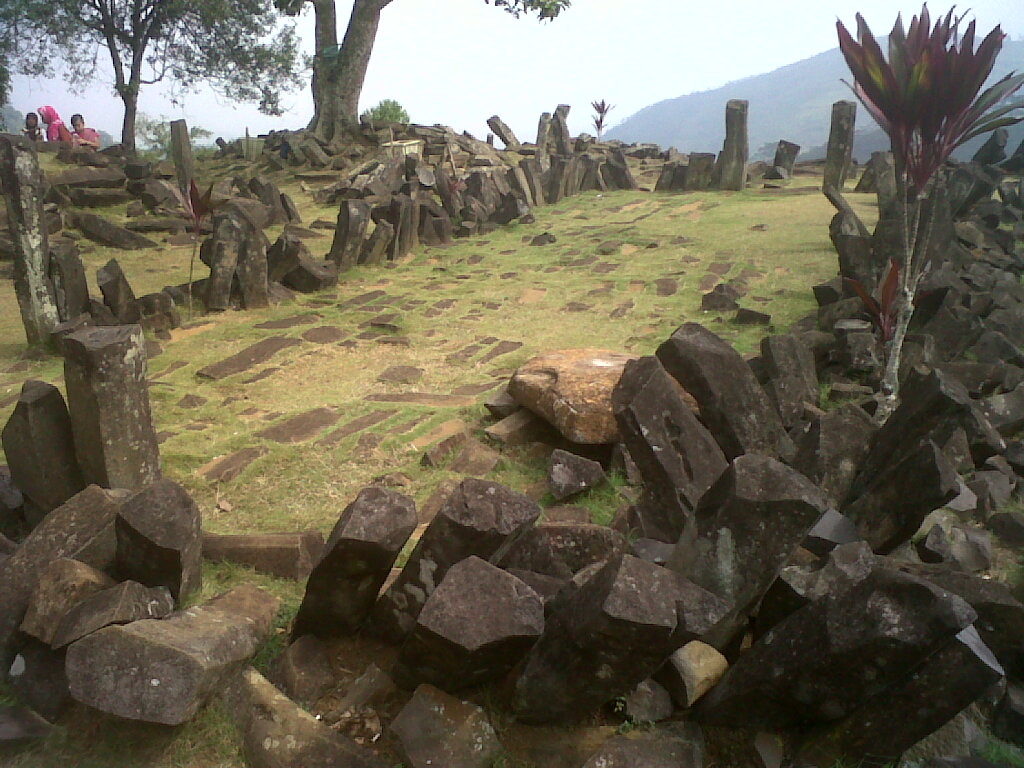
Situs Gunung Padang Jáva szigetén, Indonézia
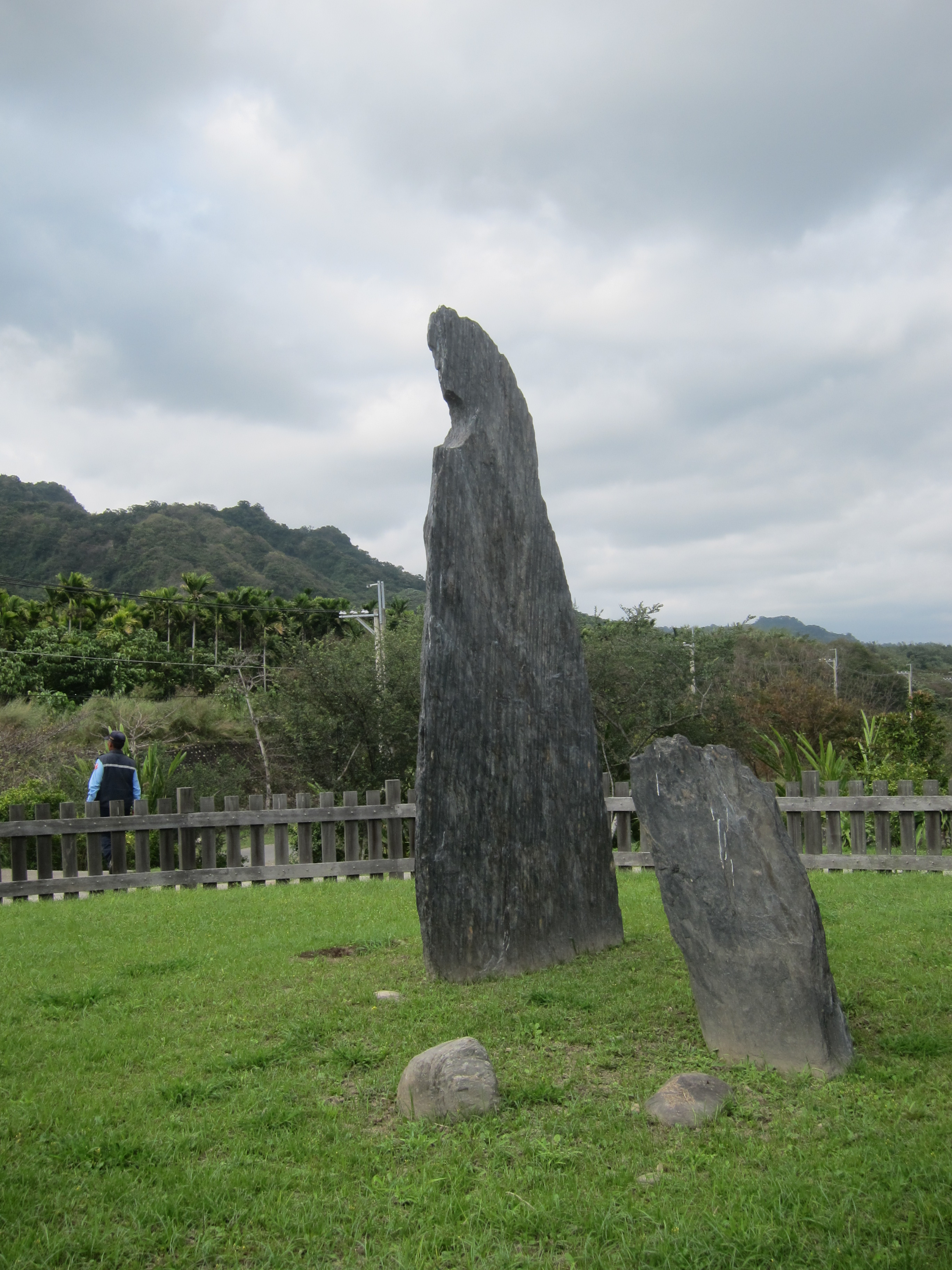
National Park of Prehistory, Taitung, Tajvan

### India
Indiában mindenféle formájuk megtalálható. A Nerbuddha és a Comorin-folyó közti vidék kőasztalszerű emlékekkel van telehintve. A közép-indiai Neermul egykori őserdejében legalább kétezer emlékművet tártak fel.

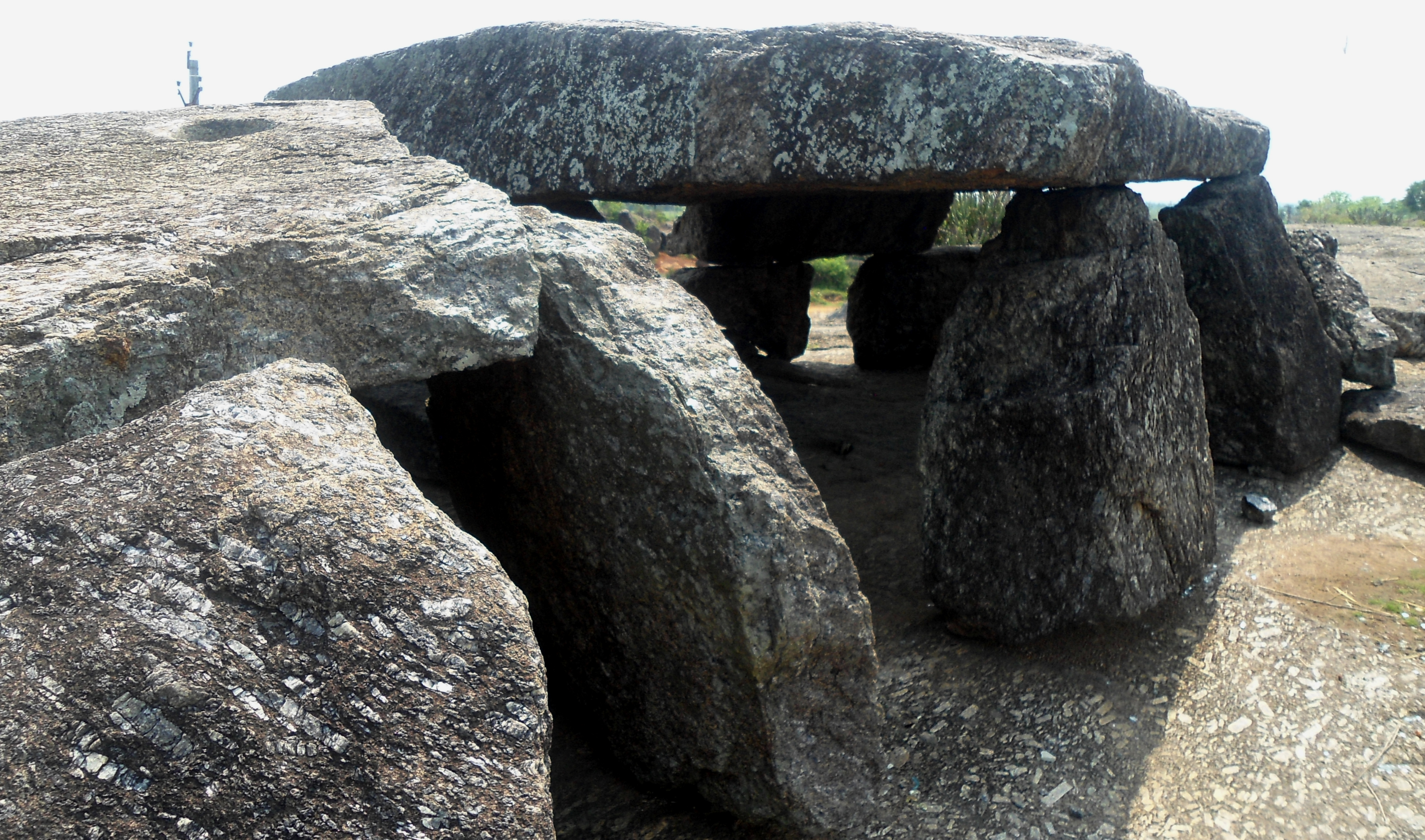
Dannanapeta, Andhra Pradesh, India
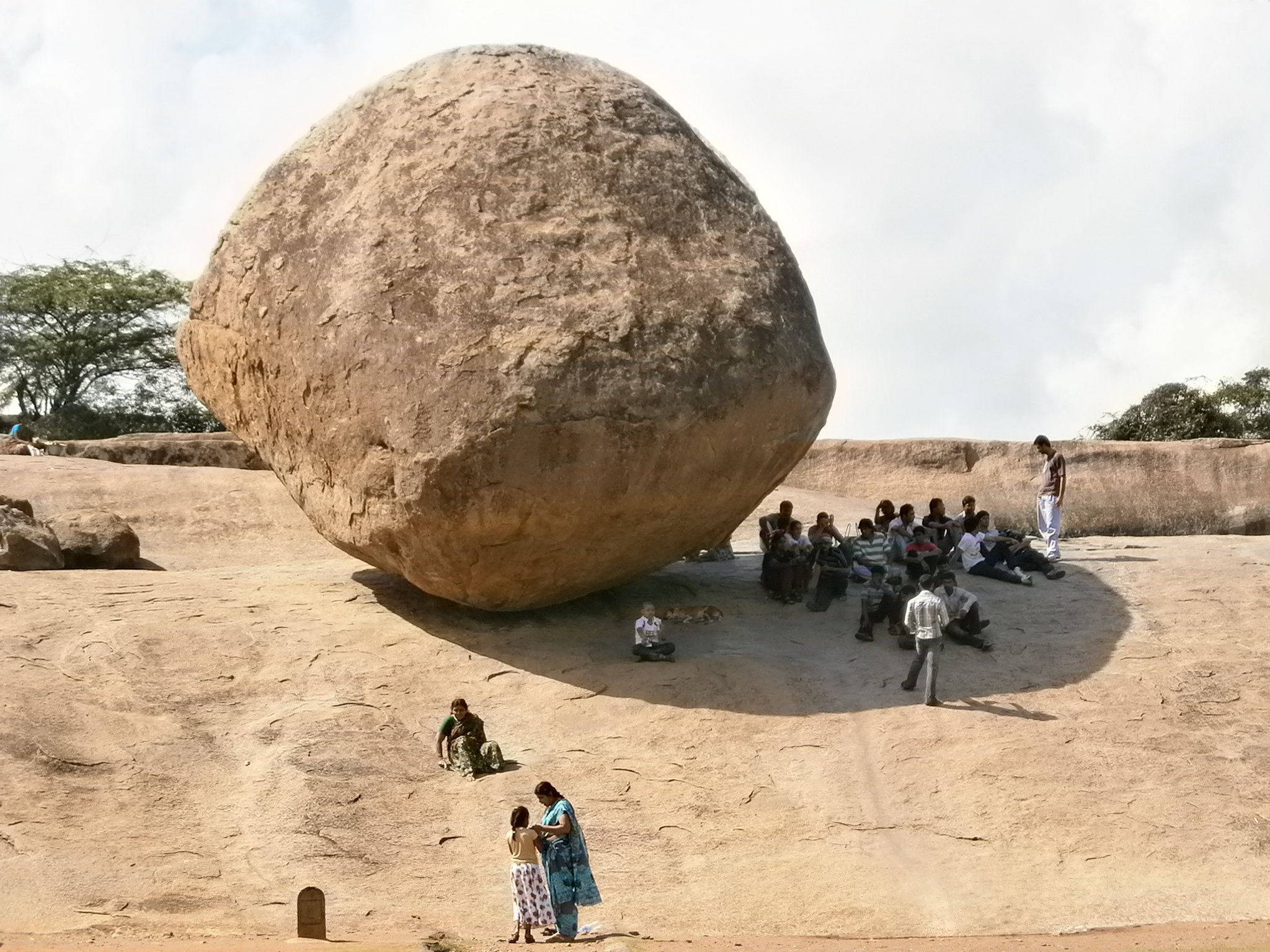
Mahabalipuram, India
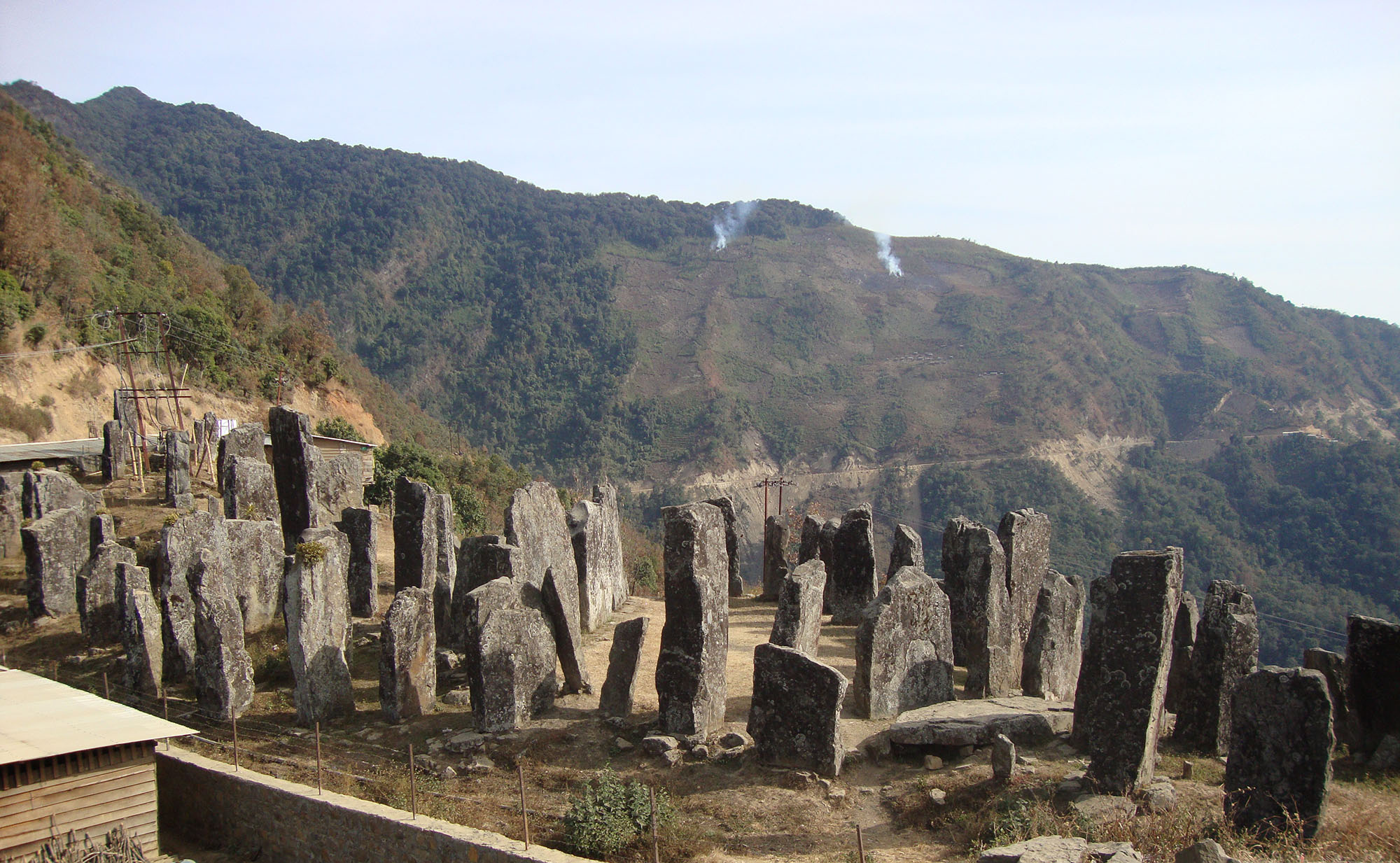
Manipur, India
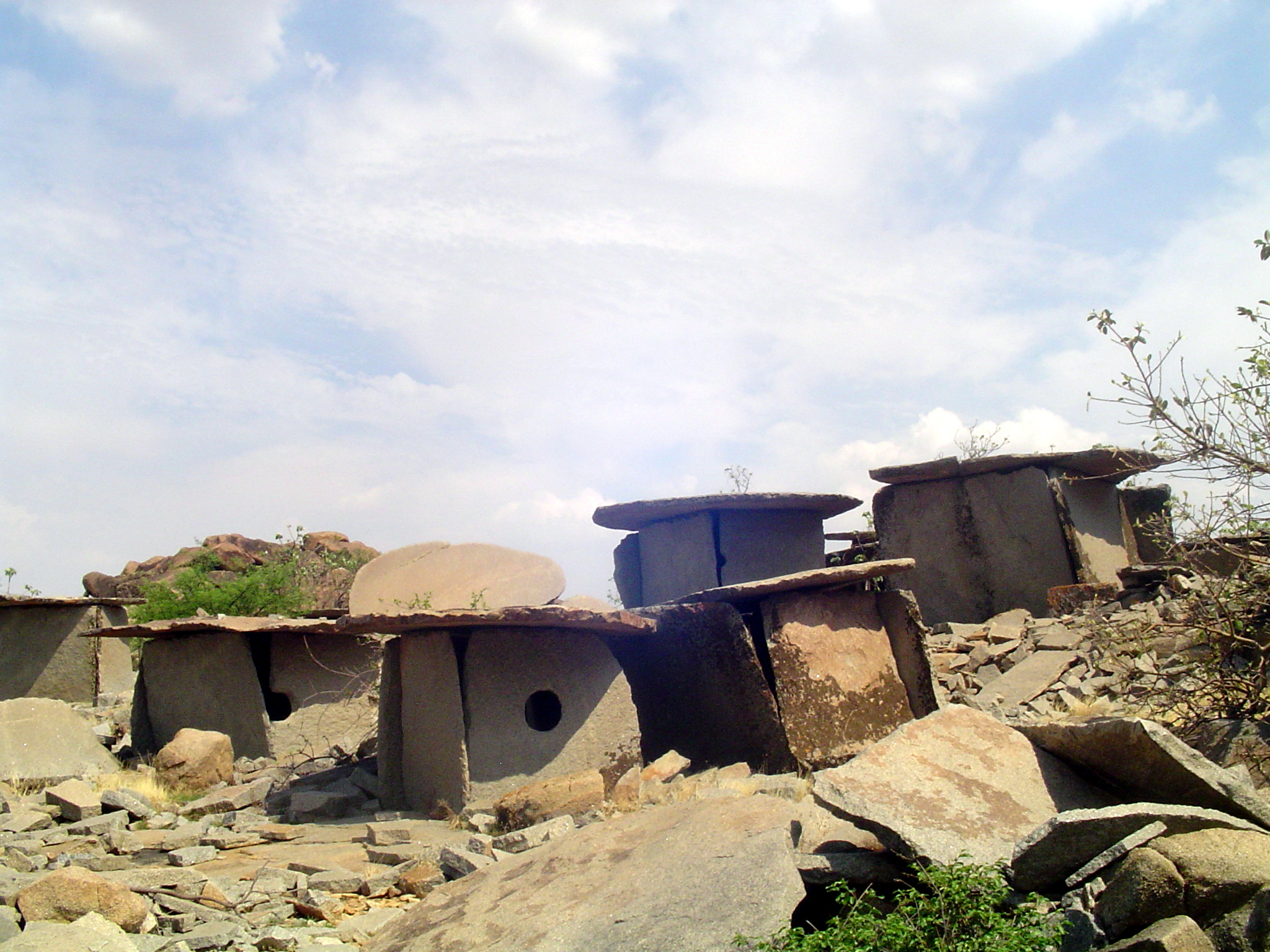
Prehisztorikus sírok, Hire Benkal, India

### Korea
Az ázsiai megalitok legnagyobb koncentrációban Koreában találhatók. A régészek becslése szerint 15 000-100 000 déli típusú megalitikus lelőhely van a Koreai-félszigeten. Az átlagos becslések szerint az egész félszigeten mintegy 30 000 darab található, ami önmagában a világon fellelhető összes dolmen 40%-a.

## Afrikai megalitkultúra

### Szenegál

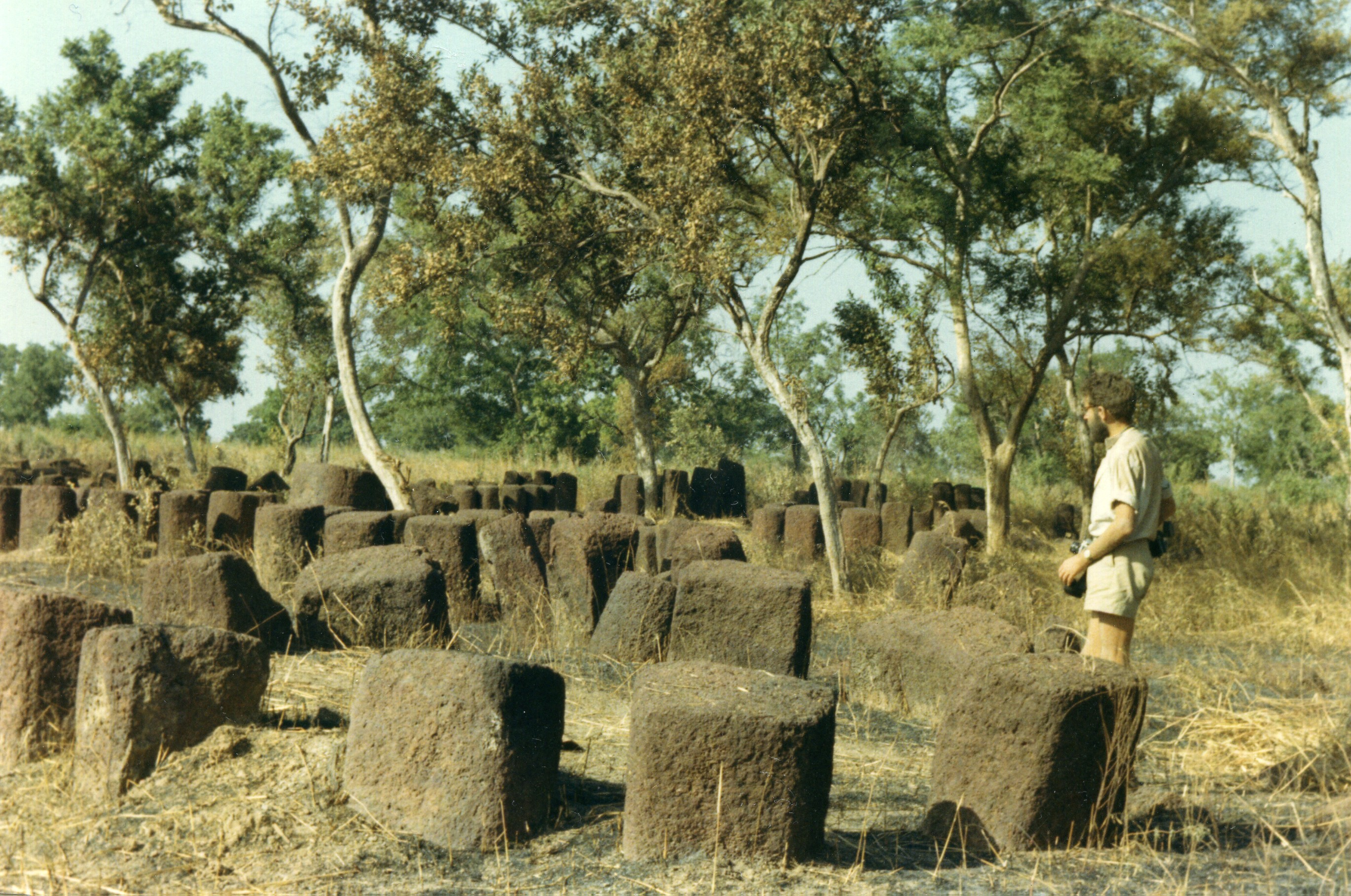
Kőkörök Szenegálban

Az európai megalitkultúrákkal ellentétben a Szenegálban talált emlékek a parttól jóval bentebb, a szárazföld belsejében találhatók és később is keletkeztek. Számuk az 1970-es évek végi adatok szerint 6320 volt, összesen 1924 lelőhelyről. A zóna tojásdad alakú, Gambiába is átnyúlik, körzetében más, ősi afrikai kultúrák emlékei is megtalálhatók. A szenegáli megalitok esetenként körökbe vannak rendezve, a körök mérete igen változatos, állhatnak 6-30 kőből, melyek akár 2,5 m magasak is lehetnek, átmérőjük minden esetben különböző. Koncentrikus körökbe való elrendezés is előfordul.
1973 és 1978 között Guy Thilmans vezetésével három lelőhelyet tanulmányoztak alaposabban, Tiekené Bossura mellett a kőkörök mellett sírokat is találtak. A legnagyobb ilyen lelőhely Szine Ngjené, itt 52 kör és 12 halomsír található. A sírok keletkezése az 1. évezredre tehető.